# Adaptive predictive coding
La codificació per predicció adaptativa o APC (adaptive predictive coding), és un tipus de conversió analògica-digital de banda estreta àmpliament utilitzada en àudio digital. En sistemes de processament de veu, s'usa partint de la idea que la veu es pot modelar com una combinació lineal de p mostres anteriors més un senyal d'error. Utilitza un sistema de mostreig d'un nivell o de nivells múltiples en el qual es prediu el valor del  senyal a cada instant de mostreig d'acord amb una funció lineal dels valors passats del senyal quantitzat. L'APC és similar a l'LPC o codificació per predicció lineal (en anglès, linear predictive coding) en el fet que ambdues codificacions utilitzen predictors adaptatius. No obstant això, l'APC utilitza menys coeficients de predicció, per la qual cosa requereix una major Freqüència de mostratge que l'LPC.